# 浦添朝満
浦添 朝満（うらそえ ちょうまん、弘治7年（1494年） - 嘉靖19年11月11日（1540年12月19日））は、琉球王国第二尚氏王統・第3代尚真王の長男。向氏小禄御殿の元祖。唐名は尚維衡、童名は思徳金。
本来は父王尚真の世子であったが、二度にわたり廃嫡され、結局王位を継ぐことはなく、尚真王が亡くなると弟の尚清が践祚し、第二尚氏王統4代王となった。
この廃嫡の理由については、最初は尚真の母、おぎやかの思惑による（後述）もの、二度目は尚真夫人である思戸金按司（華后）の計略によりそうなったとされる。いずれにしても王位継承を巡っての骨肉の争いがあり、朝満はその戦いに敗れたということであろう。
なお、死後は浦添ようどれに一旦葬られるが、のちに弟の尚清王によって王家の陵墓、玉陵へ移葬された。

## 系譜
尚真の長男として生まれる（母は居仁）。母は2代国王であった尚宣威の娘であり、父と母はいとこ同士の婚姻であった。尚宣威王は神託によりわずか半年で退位をしてしまった不遇の王であるが、この退位劇には尚真の母おぎやかが絡んでいるものと推測されている。つまり自らの子尚真を王位につけたいがために神女を巧みに利用し、退位へ追い込んだというものである。その後晴れて尚真は王位につくも、妃として娶っているのがこともあろうに尚宣威の娘であり、また第一男子を、つまり朝満をもうけてしまい、けっきょく尚宣威の血を引く者が次期王位につくことになったのである。しかしおぎやかはこれを阻止し、朝満の廃嫡に成功した。
その後改めて世子となるも、自らの子・尚清を王位につけようとする思戸金按司（華后）の手で再び廃嫡された朝満は岳父である呉起良・花城親方宗義の援助をうけ浦添で隠遁した。
室との間に三男二女をもうけ、長女は聞得大君に就任した。また朝満の曾孫：尚寧は
7代国王になった。
また朝満を元祖とする向氏小禄御殿は、第二尚氏の中でも尚円王の叔父：向元輔・銘苅親方朝烈を元祖とする向氏銘苅家、尚宣威王の子、尚魏儲・越来王子朝理を元祖とする向氏湧川殿内に次ぐ古い家系であり、後世摂政・三司官を輩出していく。
- 父：尚真　（第二尚氏王統3代国王）
- 母（妃）：名不詳　（号は居仁。父は尚宣威王）
- 夫人：思戸金按司　（号は華后。謝氏知名親雲上成良の娘）
  - 弟（五男）：尚清　（第二尚氏王統4代国王）
- 夫人：名不詳　（銘苅子の娘）
  - 妹（長女）：真鍋樽・佐司笠按司　（尚魏鼎・見里王子朝易に嫁ぐ）
- 不詳（妃or夫人orその他）
  - 弟（次男）：尚朝栄・大里王子
  - 弟（三男）：尚韶威・今帰仁王子朝典
  - 弟（四男）：尚龍徳・越来王子朝福
  - 弟（六男）：尚享仁・金武王子
  - 弟（七男）：尚源道・豊見城王子

- 室：呉氏思乙金
  - 長男：尚弘業・浦添王子朝喬
    - 長孫：尚懿・与那城王子朝賢　（のち王号を追贈）　
      - 長曾孫：尚寧　（第二尚氏王統7代国王）

  - 長女：童名不詳・峯間聞得大君2代目梅南（未婚）
  - 次男：尚弘禧・佐敷王子朝雄
  - 三男：向弘瑞・安波茶按司朝孝
  - 次女：童名不詳・首里宇和茂理按司

## 経歴（月日は旧暦）
- 1494年（弘治7）　生まれる。
- 1505年ごろ　廃嫡される。
- 1508年（正徳3）　再び世子となるも、また廃嫡の憂き目にあう。
- 1512年（正徳7）　長男：尚弘業・浦添王子朝喬が生まれる。
- 1517年（正徳12）　次男：尚弘禧・佐敷王子朝雄が生まれる。
- 1520年（正徳15）6月7日　三男：向弘瑞・安波茶按司朝孝が生まれる。
- 1540年（嘉靖19）11月11日　亡くなる（享年47）。死後は玉陵ではなく浦添ようどれに葬られるが、のちに弟：尚清王によって玉陵に移葬される。